# Frontline States

Carte de la région

Le nom de Frontline States (littéralement « États de la ligne de front ») fait référence à un groupement informel d'États à majorité noire — le Botswana, le Mozambique, la Tanzanie et la Zambie — créé en 1974. Ce groupement vise à défendre ces États contre les États voisins, alors gouvernés par la minorité blanche, en particulier la Rhodésie alors en proie à des violences.
Le groupement est considéré comme l'un des précurseurs de la Communauté de développement d'Afrique australe. 

## Historique
Dans le cadre de sa « Total Strategy », l'Afrique du Sud sous l'Apartheid mena des sabotages et des actions armées contre les États membres des FLS, sans succès.

## Institutions
L'alliance des FLS était faiblement institutionnalisés, ne réunissant que les chefs d'État et de gouvernement en sommets réguliers.
Le groupement des FLS ne fut dissous qu'en 1994, après la fin de l'Apartheid en Afrique du Sud.

## Sources